# Psychotria moninensis
Psychotria moninensis är en måreväxtart som först beskrevs av William Philip Hiern, och fick sitt nu gällande namn av Ernest Marie Antoine Petit. Psychotria moninensis ingår i släktet Psychotria och familjen måreväxter. Inga underarter finns listade i Catalogue of Life.